# Marie Anne de Vichy-Chamrond
Marie Anne de Vichy-Chamrond (Ligny-en-Brionnais, 25 settembre 1696 – Parigi, 23 agosto 1780) è stata una scrittrice di epistole francese,  figura eminente dei salotti mondani dell'epoca.
Nata da una famiglia nobile ma povera, fu cresciuta a Parigi in un monastero benedettino. Nel 1718 venne data in sposa al Marchese du Deffand, il quale era molto più anziano di lei. Si vide presto circondata da ammiratori ed era famosa per la sua rara bellezza ed il suo elegante spirito. Condusse una vita molto libertina nel periodo della Régence. Un suo aforisma: "la fede è un credere fermamente a ciò che non si comprende".
Venne presentata dal suo amante, nonché amico della Regina, Charles-Jean-François Hénault alla Corte di Sceaux presso la Duchessa del Maine. In quel mondo libertino conobbe Voltaire il quale sarà suo amico per tutta la vita. Dal 1742 iniziò una corrispondenza con delle figure eminenti del secolo: Voltaire, D'Alembert, la propria nipote Julie de Lespinasse, Horace Walpole e altre figure significative dell'epoca. La sua Correspondance si rivelò un buon esempio di letteratura classica, per lo spirito raffinato ma anche spontaneo, per l'effusione di sentimenti e di rivelazioni dell'Io romantico, per i precisi e profondi ritratti psicologici.
Dopo la morte di suo marito si stabilì in una residenza vicino ad un convento parigino. Nel 1749 aprì il suo salotto famoso per esser tappezzato da bottoni d'oro. Dotata di una grande intelligenza e del dono della conversazione, il suo circolo attirò soprattutto intellettuali. A cinquantasei anni divenne quasi cieca: in quel momento decise di prendere sua nipote Julie de Lespinasse come sua lettrice. Le due, prima grandi amiche, divennero nemiche agguerrite per via di ragioni amorose riguardanti Julie e altri ospiti del salone. Il loro rapporto terminò bruscamente.
Oltre agli ospiti abituali quali Voltaire e D'Alembert, altri importanti frequentatori furono Fontenelle, Marivaux, Sedaine, Helvétius, i pittori Van Loo e Vernet, ed enciclopedisti come André Morellet e molti altri.